# Без теб
„Без теб“ (на испански: Sin ti) е мексиканска теленовела, режисирана от Луис Едуардо Рейес и Марта Луна и продуцирана от Анджели Несма Медина за Телевиса през 1997 – 1998 г. Адаптация е на теленовелата Verónica, базирана на радионовелата Muchachas de hoy, създадена от Инес Родена.
В главните роли са Габриела Риверо и Рене Стриклер, а в отрицателните – Адамари Лопес и Роберто Вандер.

## Сюжет
Саграрио Молина е преподавател по биология в частно училище за девойки, а в свободното си време посещава клиника за деца, болни от рак. Саграрио живее с овдовялата си сестра, Леонор, и племенниците си, Пабло и Лупита.
В училището Саграрио се запознава с Луис Давид Лухан, млад журналист, който започва работа като учител по литуратура в същата школа. Любовта започва да се заражда между двамата; те са принудени да се оженят, за да избегнат скандал, който може да съсипе кариерата на Луис Давид, тъй като Мария Елена Исагире, капризна ученичка от богато семейство, която се е вманиачила по своя учител. След множество интриги и лъжи, Мария Елена успява да раздели Саграрио и Луис Давид, които се развеждат.
Малко след това, Гилермо Исагире, бащата на Мария Елена, започва да ухажва Саграрио. Въпреки че чувства приятелско отношение към Гилермо, Саграрио решава да се омъжи за него, тъй като Леонор внезапно умира, а Саграрио трябва да поеме грижите за Пабло и Лупита. Саграрио попада в трудна ситуация, когато съпругът ѝ я отвежда в дома му, където живеят Мария Елена и Луис Давид. Осъзнавайки, че истинската му любов е Саграрио, Луис Давид се чувства предаден, когато разбира, че тя е бременна, без да подозира, че бащата е той.

## Актьори
Част от актьорския състав:
- Габриела Риверо – Саграрио Молина
- Рене Стриклер – Луис Давид Лухан
- Адамари Лопес – Мария Елена Исагире
- Роберто Вандер – Гилермо Исагире
- Саби Камалич – Долорес вдовица де Лухан
- Иран Еори – Мерседес Ередия
- Раул Маганя – Маурисио
- Габриела Голдсмит – Пруденсия
- Франческа Гилен – Сандра
- Херман Гутиерес – Сесар
- Рене Варси – Абрил
- Диана Голден – Елена де Исагире
- Лурдес Рейес – Анхелес Рубио-Кастийо
- Ванеса Анхерс – Леонор Молина
- Карлос Брачо – Феликс Гусман
- Фернанда Саенс – Матео
- Луис Кабайеро – Омар
- Серхио Санчес – Амадео
- Ядира Сантана – Ангустиас Дуран де Рубио-Кастийо
- Луис Мая – Паблито
- Монсерат де Леон – Лупита
- Густаво Рохо – Дон Николас Рубио-Кастийо
- Хулио Манино – Бето
- Ектор Санчес – Едуардо
- Рената Флорес
- Тереса Тусио
- Жанет Кандиани
- Абраам Рамос

## Премиера
Премиерата на Без теб е на 8 декември 1997 г. по Canal de las Estrellas. Последният 90. епизод е излъчен на 10 април 1998 г.

## Награди и номинации
Награди Latin Billboard Music
| Година | Номинация                       | Номиниран   | Резултат |
| 1999   | Най-добър албум Vuelve          | Рики Мартин | Печели   |
| 1999   | Най-добра латино песен „Vuelve“ | Рики Мартин | Печели   |

Грами
| Година | Номинация                         | Номиниран   | Резултат |
| 1999   | Най-добър поп латино албум Vuelve | Рики Мартин | Печели   |

Награди Ritmo Latino Music
| Година | Номинация                | Номиниран   | Резултат |
| 1999   | Албум на годината Vuelve | Рики Мартин | Печели   |

## Версии
Без теб е версия на мексиканската теленовела Verónica, продуцирана от Валентин Пимщейн за Телевиса през 1980 г., с участието на Хулиса и Рикардо Блуме, базирана на радионовелата Muchachas de hoy, създадена от Инес Родена. Други версии, направени по същата история са:
- Първа част на Raquel, венецуелска теленовела, продуцирана от Радио и телевизия Каракас през 1973 – 1975 г., с участието на Дорис Уелс и Раул Амундарай.
- Първа част на Abigaíl, венецуелска теленовела, продуцирана от Аркимедес Риверо за Радио и телевизия Каракас през 1988 г., с участието на Катерин Фулоп и Фернандо Карийо.
- Luisa Fernanda, венецуелска теленовела, продуцирана от Кармен Сесилия Урбанеха за Радио и телевизия Каракас през 1999 г., с участието на Скарлет Ортис и Гилермо Перес.